# Пожежник (роман)
«Пожежник» — постапокаліптичний роман американського письменника Джо Гілла, написаний протягом 2010-2014 років та надрукований 2016 року.

## Опис
Четвертий його роман, Пожежник розповідає про смертальну спору, що інфікує більшість населення планети. Уперше Джо Гілл розповів про роман 2013 року в рекламних інтерв'ю для свого тоді нового роману «Різдвокрай». Перше видання роману побачило світ 17 травня 2016 року.
Вперше українською мовою 2017 року роман видала київська видавнича група КМ-Букс у перекладі Євгена Гіріна.